# Cabo Olivorio Talavera
Cabo Olivorio Talavera (también conocido por sus antiguos nombres de "Ninfa" o "Colonia Ñande Mba'epá") es una localidad paraguaya del departamento de Presidente Hayes, ubicada a unos 135 km de Asunción, sobre la ruta nacional PY12 "Vicepresidente Sánchez".
Se encuentra a unos 60 km del paso fronterizo de General Bruguez con la Provincia de Formosa, Argentina, por lo que es un sitio de paso prácticamente obligado para los viajeros que transitan por esta zona del Chaco Paraguayo.
Administrativamente forma parte y depende del municipio de José Falcón, ubicado a unos 96 kilómetros de distancia.

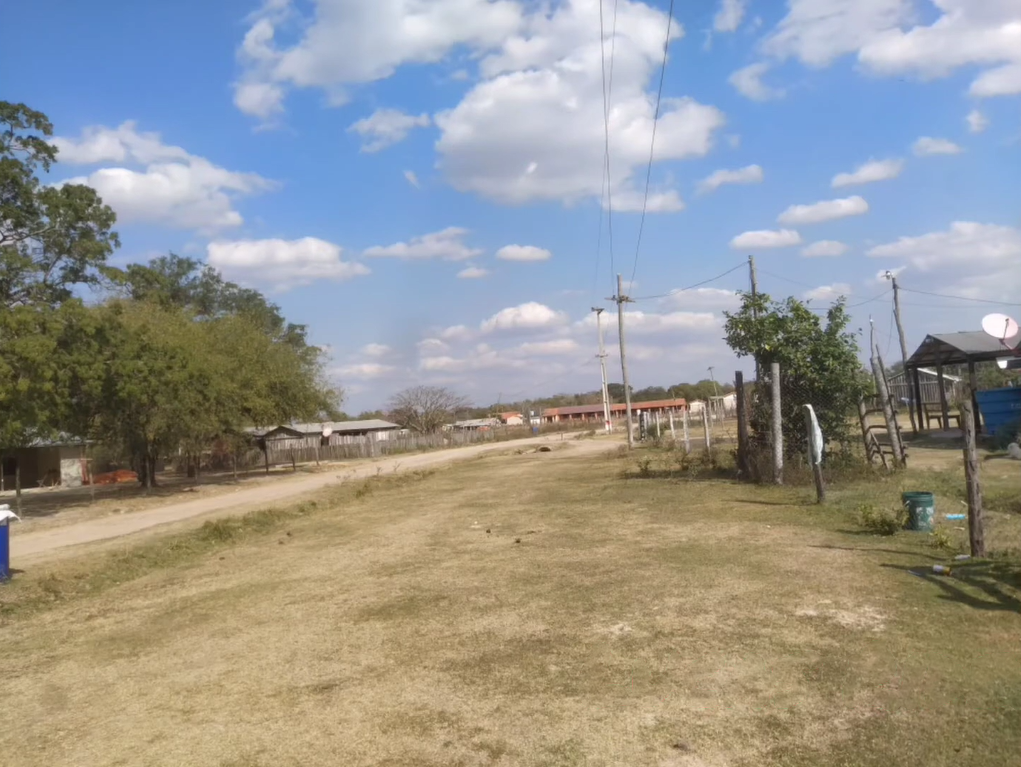
Centro urbano de la localidad.

Actualmente el lugar se encuentra escasamente poblado, pero con el asfaltado de la ruta PY12, se espera que la zona se desarrolle rápidamente en los siguientes años.

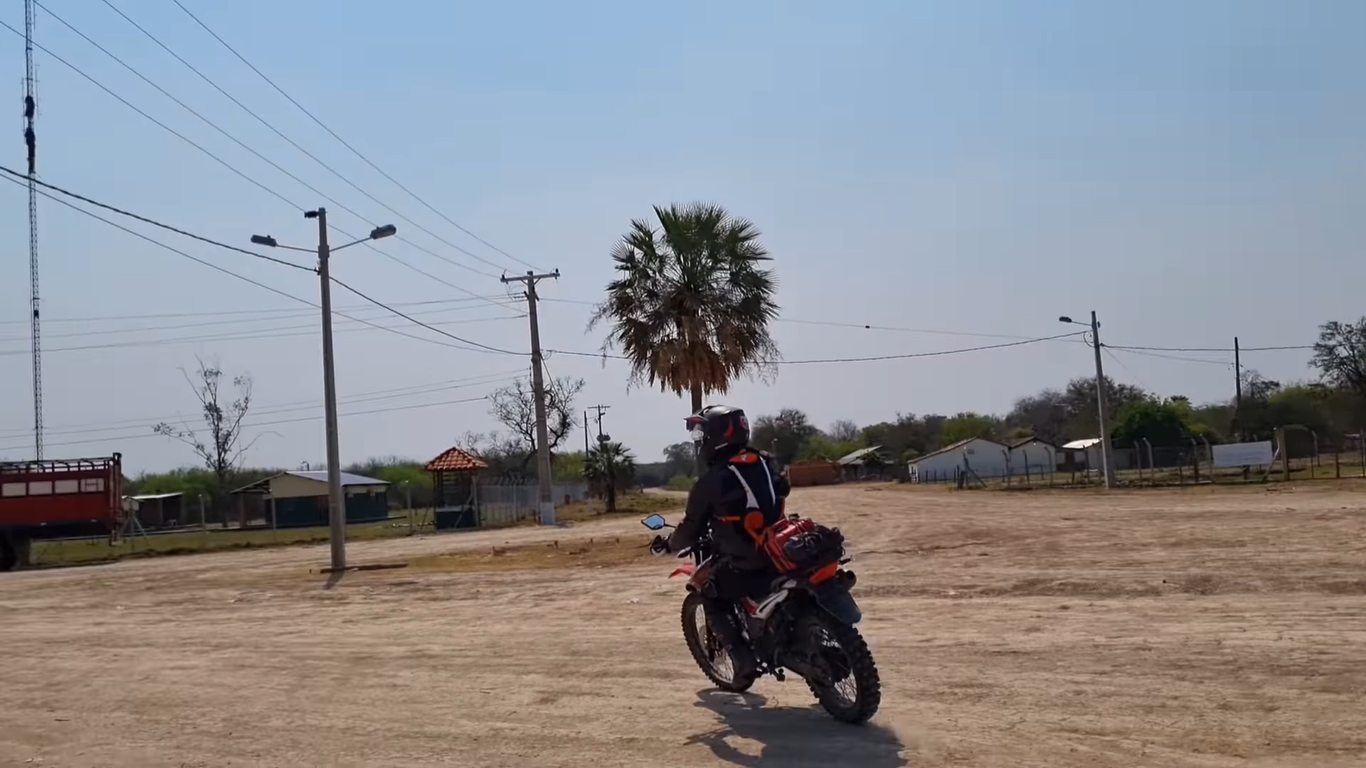
Cruce sobre la Ruta PY12 para acceder al pueblo.

## Toponimia
Recibe su nombre en honor a Olivorio Talavera, un cabo paraguayo oriundo de San Ignacio Guazú que murió en combate el 15 de junio de 1932 durante el incidente de la Laguna Pitiantuta, donde el ejército boliviano atacó por sorpresa a las pocas tropas paraguayas que custodiaban el Fortín Carlos Antonio López, dando así inicio a la Guerra del Chaco (1932 - 1935). El Cabo Olivorio Talavera se convirtió así en una de las primeras víctimas mortales del conflicto y es recordado por su gran valentía y arrojo en combate.En algunos textos su nombre nombre aparece erróneamente como "Oliverio Talavera" o "Liborio Talavera", pero todos se refieren a la misma persona.
Su antiguo nombre de Ninfa, se debe a que los primeros colonos paraguayos al ver que las mujeres nativas de la zona vivían y se dejaban ver en los bosques y pequeños arroyos de vez en cuando, les recordó a las ninfas de la mitología griega que eran deidades femeninas que personificaban a la naturaleza y se aparecían a los hombres en arroyos, manantiales y bosques, por lo que le pusieron ese nombre a la zona en su honor.
Y su otro nombre de Colonia Ñande Mba'epá significa Colonia "Donde todo es nuestro" en idioma guaraní, dando a entender que originalmente los primeros pobladores del lugar compartían todas las tierras y cosas que tenían, habiendo un sentimiento de hermandad y solidaridad entre los habitantes de la comunidad.

## Geografía
Se encuentra ubicado en el kilómetro 103 de la ruta PY12. Al noroeste limita con Cadete Pastor Pando, al norte y noreste con la zona rural de Pa'i Puku (Ruta PY09 km 160). Al este con la extensa zona rural de Benjamín Aceval, y al sureste con la zona rural de José Falcón. Al sur limita con el Río Pilcomayo que lo separa de las localidad argentina de El Espinillo. Y al suroeste y oeste limita con General Bruguez, respectivamente.
| Noroeste: Cadete Pastor Pando | Norte: Pa'i Puku  | Nordeste: Pa'i Puku   |
| Oeste: General Bruguez        |                   | Este: Benjamín Aceval |
| Suroeste: General Bruguez     | Sur: El Espinillo | Sureste: José Falcón  |

## Clima

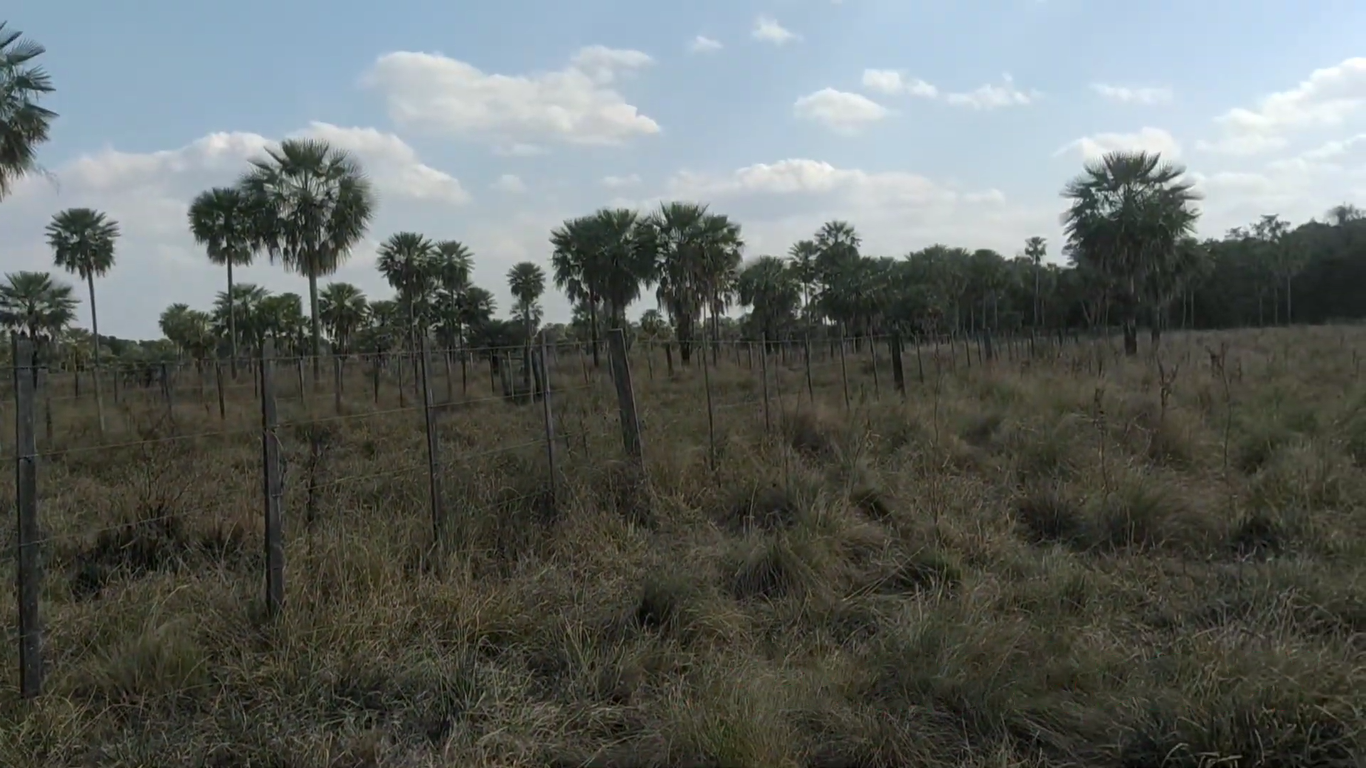
Paisaje típico de la zona.

El clima de Cabo Olivorio Talavera se clasifica como tropical de sabana (Aw) de acuerdo a la clasificación climática de Köppen. Presentando un invierno seco y un verano con ciertas lluvias. Las temperaturas oscilan entre los 43 °C como máximo en verano y los -5 °C como mínimo en invierno. Siendo la temperatura media de unos 28 °C. Debido a la sequedad del invierno, suelen producirse incendios forestales naturales o provocados con facilidad.

## Infraestructura
En la actualidad, Cabo Olivorio Talavera cuenta con una infraestructura pobre y deficiente, sufriendo de problemas de transporte y movilidad por el mal estado de los caminos de la zona, que son en su totalidad de tierra y en épocas de lluvia se vuelven intransitables, llegando en algunos casos a inundarse en ciertos tramos por las crecidas del Río Pilcomayo y sus afluentes, pero con el asfaltado de la ruta PY12 que llegará para fines del 2026, se espera que el poblado empiece a crecer y desarrollarse con mayor facilidad en los años venideros.
La localidad cuenta con algunas instituciones públicas como: una escuela primaria, un colegio secundario, un centro de salud (USF Ninfa) y una comisaria local.
También cuenta con algunos negocios privados para satisfacer las necesidades de los habitantes y viajeros que pasan por la zona como: restaurantes-paradores, despensas, minimercados, talleres mecánicos, estaciones de servicio, etc.